# Guazapayogligla
Guazapayogligla, jedna od skupina Chizo Indijanaca, šire skupine Concho, koji su na prijelazu iz 17. u 18. stoljeće živjeli u sjeveroistočnoj Chihuahui, Meksiko, i možda susjednom Teksasu